# Syndrome tetra-amélie
 Mise en garde médicale
Le syndrome tetra-amélie est une maladie congénitale autosomique récessive extrêmement rare caractérisée par l'absence des quatre membres du corps humain. D'autres zones du corps humain sont aussi affectées par les malformations, telles que le visage, le crâne, les organes reproductifs, l'anus et le bassin. Ce trouble est causé par des mutations dans le gène WNT3. Le prédicateur et motivateur australien Nick Vujicic et l'auteur journaliste sportif japonais Hirotada Ototake sont porteurs du syndrome.

## Personnalités atteintes du syndrome

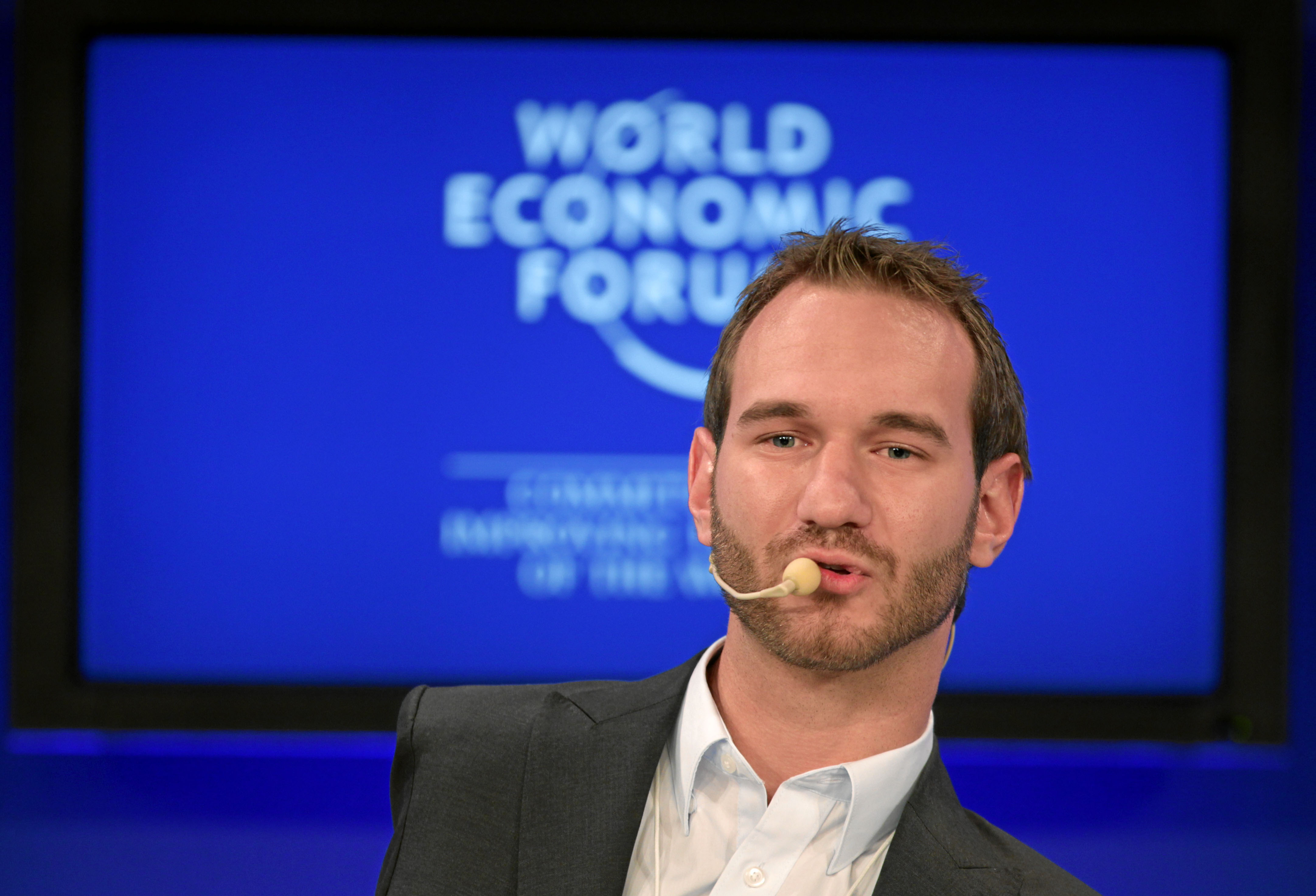
Nick Vujicic, durant le Forum économique mondial à Davos, en 2011

- Nick Vujicic, fondateur de Life Without Limbs[1]
- Joanne O'Riordan (en)
- Hirotada Ototake
- Prince Randian
- Violetta